# Guggus
Guggus ist eine Rotte in den Marktgemeinden Eggern und Eisgarn im Bezirk Gmünd in Niederösterreich.
Die Rotte befindet sich nördlich von Eggern in der Nähe des Romaubaches. Eine kleine Häusergruppe liegt allerdings im Radischenwald in der Katastralgemeinde Groß-Radischen, einer Ortschaft der Marktgemeinde Eisgarn.